# 1935年
1935年（1935 ねん）は、西暦（グレゴリオ暦）による、火曜日から始まる平年。昭和10年。

## 他の紀年法
- 干支：乙亥
- 日本（月日は一致）
  - 昭和10年
  - 皇紀2595年
- 中国（月日は一致）
  - 中華民国：中華民国24年
  - 満洲国：康徳2年
- 阮朝（ベトナム）
  - 保大9年11月26日 - 保大10年12月6日
- モンゴル人民共和国（月日は一致）
  - モンゴル人民共和国25年
- チベット
  - 第16ラプチュン木の豚の年
- 仏滅紀元：2477年 - 2478年
- イスラム暦：1353年9月25日 - 1354年10月5日
- ユダヤ暦：5695年4月26日 - 5696年4月5日
- 修正ユリウス日(MJD)：27803 - 28167
- リリウス日(LD)：128644 - 129008

※檀紀は、大韓民国でも1962年からは公式な場では使用されていない。

※主体暦は、朝鮮民主主義人民共和国で1997年に制定された。

## カレンダー
| 1月 |    |    |    |    |    |    |
| 日  | 月 | 火 | 水 | 木 | 金 | 土 |
|     |    | 1  | 2  | 3  | 4  | 5  |
| 6   | 7  | 8  | 9  | 10 | 11 | 12 |
| 13  | 14 | 15 | 16 | 17 | 18 | 19 |
| 20  | 21 | 22 | 23 | 24 | 25 | 26 |
| 27  | 28 | 29 | 30 | 31 |    |    |
|     |    |    |    |    |    |    |

| 2月 |    |    |    |    |    |    |
| 日  | 月 | 火 | 水 | 木 | 金 | 土 |
|     |    |    |    |    | 1  | 2  |
| 3   | 4  | 5  | 6  | 7  | 8  | 9  |
| 10  | 11 | 12 | 13 | 14 | 15 | 16 |
| 17  | 18 | 19 | 20 | 21 | 22 | 23 |
| 24  | 25 | 26 | 27 | 28 |    |    |
|     |    |    |    |    |    |    |

| 3月 |    |    |    |    |    |    |
| 日  | 月 | 火 | 水 | 木 | 金 | 土 |
|     |    |    |    |    | 1  | 2  |
| 3   | 4  | 5  | 6  | 7  | 8  | 9  |
| 10  | 11 | 12 | 13 | 14 | 15 | 16 |
| 17  | 18 | 19 | 20 | 21 | 22 | 23 |
| 24  | 25 | 26 | 27 | 28 | 29 | 30 |
| 31  |    |    |    |    |    |    |
|     |    |    |    |    |    |    |

| 4月 |    |    |    |    |    |    |
| 日  | 月 | 火 | 水 | 木 | 金 | 土 |
|     | 1  | 2  | 3  | 4  | 5  | 6  |
| 7   | 8  | 9  | 10 | 11 | 12 | 13 |
| 14  | 15 | 16 | 17 | 18 | 19 | 20 |
| 21  | 22 | 23 | 24 | 25 | 26 | 27 |
| 28  | 29 | 30 |    |    |    |    |
|     |    |    |    |    |    |    |

| 5月 |    |    |    |    |    |    |
| 日  | 月 | 火 | 水 | 木 | 金 | 土 |
|     |    |    | 1  | 2  | 3  | 4  |
| 5   | 6  | 7  | 8  | 9  | 10 | 11 |
| 12  | 13 | 14 | 15 | 16 | 17 | 18 |
| 19  | 20 | 21 | 22 | 23 | 24 | 25 |
| 26  | 27 | 28 | 29 | 30 | 31 |    |
|     |    |    |    |    |    |    |

| 6月 |    |    |    |    |    |    |
| 日  | 月 | 火 | 水 | 木 | 金 | 土 |
|     |    |    |    |    |    | 1  |
| 2   | 3  | 4  | 5  | 6  | 7  | 8  |
| 9   | 10 | 11 | 12 | 13 | 14 | 15 |
| 16  | 17 | 18 | 19 | 20 | 21 | 22 |
| 23  | 24 | 25 | 26 | 27 | 28 | 29 |
| 30  |    |    |    |    |    |    |
|     |    |    |    |    |    |    |

| 7月 |    |    |    |    |    |    |
| 日  | 月 | 火 | 水 | 木 | 金 | 土 |
|     | 1  | 2  | 3  | 4  | 5  | 6  |
| 7   | 8  | 9  | 10 | 11 | 12 | 13 |
| 14  | 15 | 16 | 17 | 18 | 19 | 20 |
| 21  | 22 | 23 | 24 | 25 | 26 | 27 |
| 28  | 29 | 30 | 31 |    |    |    |
|     |    |    |    |    |    |    |

| 8月 |    |    |    |    |    |    |
| 日  | 月 | 火 | 水 | 木 | 金 | 土 |
|     |    |    |    | 1  | 2  | 3  |
| 4   | 5  | 6  | 7  | 8  | 9  | 10 |
| 11  | 12 | 13 | 14 | 15 | 16 | 17 |
| 18  | 19 | 20 | 21 | 22 | 23 | 24 |
| 25  | 26 | 27 | 28 | 29 | 30 | 31 |
|     |    |    |    |    |    |    |

| 9月 |    |    |    |    |    |    |
| 日  | 月 | 火 | 水 | 木 | 金 | 土 |
| 1   | 2  | 3  | 4  | 5  | 6  | 7  |
| 8   | 9  | 10 | 11 | 12 | 13 | 14 |
| 15  | 16 | 17 | 18 | 19 | 20 | 21 |
| 22  | 23 | 24 | 25 | 26 | 27 | 28 |
| 29  | 30 |    |    |    |    |    |
|     |    |    |    |    |    |    |

| 10月 |    |    |    |    |    |    |
| 日   | 月 | 火 | 水 | 木 | 金 | 土 |
|      |    | 1  | 2  | 3  | 4  | 5  |
| 6    | 7  | 8  | 9  | 10 | 11 | 12 |
| 13   | 14 | 15 | 16 | 17 | 18 | 19 |
| 20   | 21 | 22 | 23 | 24 | 25 | 26 |
| 27   | 28 | 29 | 30 | 31 |    |    |
|      |    |    |    |    |    |    |

| 11月 |    |    |    |    |    |    |
| 日   | 月 | 火 | 水 | 木 | 金 | 土 |
|      |    |    |    |    | 1  | 2  |
| 3    | 4  | 5  | 6  | 7  | 8  | 9  |
| 10   | 11 | 12 | 13 | 14 | 15 | 16 |
| 17   | 18 | 19 | 20 | 21 | 22 | 23 |
| 24   | 25 | 26 | 27 | 28 | 29 | 30 |
|      |    |    |    |    |    |    |

| 12月 |    |    |    |    |    |    |
| 日   | 月 | 火 | 水 | 木 | 金 | 土 |
| 1    | 2  | 3  | 4  | 5  | 6  | 7  |
| 8    | 9  | 10 | 11 | 12 | 13 | 14 |
| 15   | 16 | 17 | 18 | 19 | 20 | 21 |
| 22   | 23 | 24 | 25 | 26 | 27 | 28 |
| 29   | 30 | 31 |    |    |    |    |
|      |    |    |    |    |    |    |

## できごと

### 1月
- 1月1日 - 国民政府が華北・満洲国間の通郵実施
- 1月3日 - 国際司法裁判所判事、安達峰一郎博士の葬儀がハーグで挙行
- 1月25日 - 宝塚大劇場焼失

### 2月

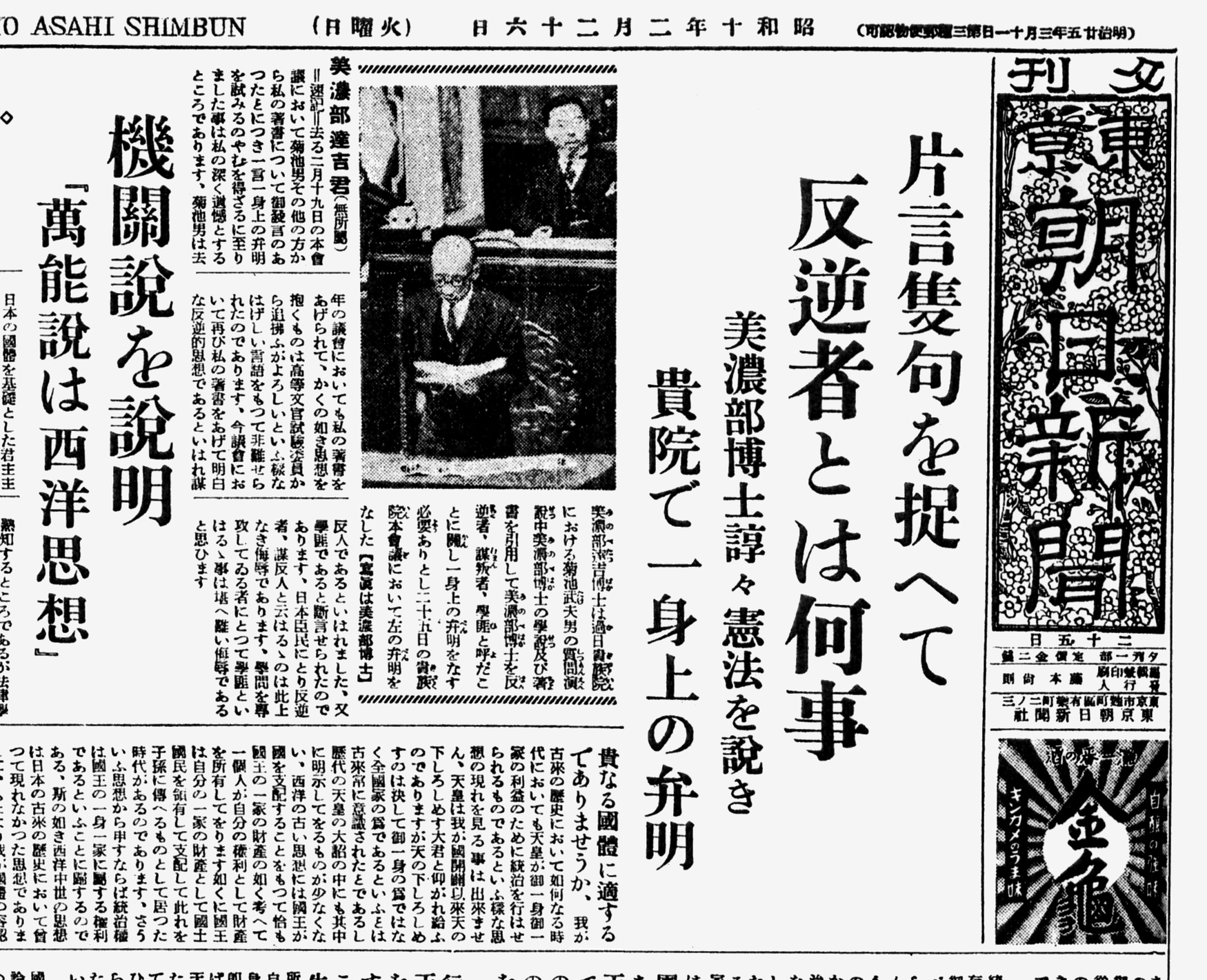
一身上の弁明を行う美濃部達吉（『東京朝日新聞』 1935年2月26日付夕刊1面）

- 2月6日 - モノポリー発売（パーカー・ブラザーズ社）
- 2月10日 - 築地市場開場
- 2月18日 - 菊池武夫が貴族院で美濃部達吉の天皇機関説を反国体的と糾弾
- 2月28日 - デュポン社のウォーレス・カロザースがポリマー66（ナイロン）を開発

### 3月
- 3月16日 - アドルフ・ヒトラーがヴェルサイユ条約を破棄し、ナチス・ドイツの再軍備を宣言
- 3月21日 - ペルシアが国号をイランに改称

### 4月
- 4月1日 - 青年学校令・青年学校教員養成所令公布
- 4月6日 - 満洲国皇帝溥儀が来日。靖国神社参拝
- 4月7日 - 美濃部達吉が天皇機関説のため不敬罪で告発される
- 4月9日 - 美濃部達吉の「憲法概要」など著書3冊が発禁となるも買手殺到し書店で売切れ
- 4月11日 - ストレーザ会議(〜14日)
- 4月27日 - ブリュッセル万国博覧会開幕(〜11月6日)

### 5月
- 5月6日 - 米国で公共事業促進局発足
- 5月13日 - 映画『アラビアのロレンス』のモデルとして有名なトーマス・エドワード・ロレンスがオートバイを運転中、自転車に乗っていた二人の少年を避けようとして事故を起こし6日後の5月19日に死去。
- 5月14日 - フィリピンが独立協定を批准
- 5月15日 - ロシアで初めて地下鉄開通(モスクワ)
- 5月19日 - 初のアウトバーン路線、フランクフルト・ダルムシュタット間開通
- 5月25日 - 広瀬神社が創建される。

### 6月
- 6月1日
  - 鉄道省が女子車掌を初採用
  - NHKが国際放送を開始
- 6月7日 - 有楽座開場
- 6月10日 - 梅津・何応欽協定成立（日本軍による華北分離工作の開始）
- 6月18日 - 英独海軍協定調印(英国が独海軍の拡張を認める)
- 6月20日 - 富士通信機製造設立（後の富士通）
- 6月27日 - 土肥原・秦徳純協定成立
- 6月28日(〜翌日) - 京都大水害

### 7月
- 7月 - 外務省が条約等の外交文書に於ける日本の国号表記を「大日本帝国」に統一する事を決定
- 7月1日 - 船橋・千葉間省線の電化完成（東京・千葉間全通）
- 7月14日 - フランス人民戦線結成
- 7月16日 - 眞崎甚三郎教育総監が更迭される（後任は渡辺錠太郎陸軍大将）
- 7月27日 - 揚子江氾濫（死者二十万名）
- 7月28日 - B-17爆撃機が初飛行。
- 7月30日 - ペンギン・ブックス発売開始

### 8月
- 8月1日
  - 警視庁で無線自動車が登場
  - 中国共産党が抗日救国統一戦線を提唱（八・一宣言）
- 8月3日 - 美濃部達吉らの天皇機関説に対し、立憲政友会・軍部・右翼諸団体が岡田内閣に国体明徴声明を行わせた
- 8月12日 - 永田鉄山暗殺事件（相沢事件）

### 9月
- 9月14日 - 第一高等学校が駒場に移転（東京帝大農学部と敷地を交換）
- 9月15日 - ナチス・ドイツにおいてニュルンベルク法制定（ユダヤ人公民権停止・ドイツ人との通婚禁止）
- 9月15日 - ハーケンクロイツ旗が正式にドイツの国旗とされる。
- 9月26日 - 第四艦隊事件。演習中の日本海軍の艦隊が台風に遭遇し、多数の艦艇が損傷。
- 9月30日 - ジョージ・ガーシュウィン歌劇「ポーギーとベス」初演（ボストン）
- 和辻哲郎「風土 人間学的考察」

### 10月
- 10月3日 - イタリアがエチオピアへ侵攻開始（第二次エチオピア戦争）
- 10月4日 - 「広田三原則」について陸、海、外相の三者が合意する。（後、首相、蔵相も同意。）
- 10月6日 - 大阪市営地下鉄御堂筋線の梅田駅本駅が開業（30日には心斎橋駅 - 難波駅間が開業）
- 10月10日 - 台湾博覧会を開催（11月28日まで）
- 10月21日 - ナチス・ドイツが国際連盟を脱退
- 10月28日 - 八杉貞利編「露和辞典」発刊（岩波書店）

### 11月
- 11月1日 - 汪兆銘狙撃事件
- 11月4日 - 国民政府が幣制改革を実施
- 11月9日
  - アメリカ産業別労働組合会議設立
  - 上海で日本人水兵が殺害される（中山水兵射殺事件）
- 11月17日 - 12歳の稲田悦子がフィギュア・スケートのオリンピック選手に決定
- 11月21日 - 東京・浅草の喫茶店で小学校の校長の男が青酸カリで殺害される（浅草青酸カリ殺人事件）。日本初の青酸カリによる殺人事件となった。
- 11月25日 - 日本、冀東防共自治委員会（後の冀東防共自治政府）を設立
- 11月26日 - 日本ペンクラブ発足（初代会長島崎藤村）
- 11月28日 - 土讃本線三縄-豊永間開通（最後の「陸の孤島」高知県が鉄道で結ばれる）
- 小林秀雄「私小説論」

### 12月
- 12月1日 - 初の年賀郵便用切手発売開始
- 12月2日 - 澄宮崇仁親王に三笠宮の称号
- 12月4日 - 第二親王が義宮正仁と命名
- 12月7日 - 東京電気化学工業（後のTDK）設立
- 12月8日
  - 大本教教祖出口王仁三郎と幹部三十余名を不敬罪・治安維持法違反で検挙（第二次大本事件）
  - 関東軍支援のもと李守信軍がチャハル省に進軍
- 12月9日
  - 第二次ロンドン海軍軍縮会議開催
  - 北平の学生1万名が抗日・華北分離工作反対デモ（一二・九学生運動）
- 12月10日 - 株式会社大阪野球倶楽部、球団名・大阪タイガース（後の阪神タイガース）発足
- 12月16日 - 天理教本部が脱税で捜索
- 12月17日
  - 同盟通信社創立（翌年1月1日開業）
  - ダグラス DC-3初飛行
- 12月18日 - 中華民国で冀察政務委員会設置
- 12月22日 - アンソニー・イーデンが英外相に就任
- 12月23日 - 望月圭介逓相ら政友会脱退派が昭和会を結成
- 12月24日 - 第68議会召集
- 12月26日 - 牧野伸顕内大臣辞任（後任齋藤實）

### 日付不詳
- クロード・レヴィ＝ストロースが、セレスタン・ブーグルによって、サンパウロ大学教授に就任
- アニメーション映画、「のらくろ二等兵」、「のらくろ一等兵」が公開される

## 周年
以下に、過去の主な出来事からの区切りの良い年数（周年）を記す。
- 1月10日 - 福澤諭吉生誕100周年。
- 3月22日 - NHKラジオ放送（NHKラジオ第1放送）開始10周年。
- 4月5日 - 原爆ドーム（当時は広島県物産陳列館）竣工20周年。
- 4月14日 - リンカーン大統領暗殺事件から70年。
- 5月5日 - 日本で普通選挙法施行10周年（当時は25歳以上の男性に投票権があった）。
- 5月25日 - ヤナセ創立20周年。
- 8月21日 - 島津義弘生誕400周年。
- 9月5日 - 日露戦争による日露講和条約（ポーツマス条約）締結30周年。
- 10月16日 - 丹羽長秀生誕400周年。
- 全国高等学校野球選手権大会20周年（旧制中学時代を含む）。

## 芸術・文化・ファッション
- 1935年の映画
  - 女だけの都（監督：ジャック・フェデー）
  - 三十九夜（監督：アルフレッド・ヒッチコック）
  - 戦艦バウンティ号の叛乱（監督：フランク・ロイド）
  - フランケンシュタインの花嫁（監督：ジェイムズ・ホエール）
  - 虞美人草（監督：溝口健二）
  - 丹下左膳余話 百萬両の壺（監督：山中貞雄）
- 1935年の文学
  - 芥川賞
    - 第1回（1935年上半期） - 石川達三 『蒼氓』
    - 第2回（1935年下半期） - 該当作品なし（二・二六事件の為審査中止）

  - 直木賞
    - 第1回（1935年上半期） - 川口松太郎 『鶴八鶴次郎』『風流深川唄』『明治一代女』
    - 第2回（1935年下半期） - 鷲尾雨工 『吉野朝太平記』その他
- 1935年のスポーツ
  - 中等学校野球
    - 全国選抜中等学校野球大会 - 優勝：岐阜商業（岐阜）。準優勝：広陵中（広島）。
    - 全国中等学校選手権大会 - 優勝：松山商業（愛媛）。準優勝：育英商業（兵庫）。

  - サッカー
    - 全国中等学校蹴球選手権大会 - 優勝：第一神戸中。準優勝：天王寺師範。

  - 大相撲（幕内最高優勝）
    - 春場所 - 玉錦三右衛門
    - 夏場所 - 玉錦三右衛門

  - マラソン - この年は日本陸上競技界の当たり年で世界記録が3回も更新された。
    - 3月、鈴木房重 - 日本大学、2時間27分49秒
    - 4月、池中康雄 - 東洋大学、2時間26分44秒
    - 9月、孫基禎 - 養正商業高等学校（現在の韓国）、2時間26分42秒

## 誕生

### 1月
- 1月1日 - 角野栄子、児童文学者・ノンフィクション作家
- 1月1日 - 河野旭輝、元プロ野球選手（+ 2014年）
- 1月1日 - 倉本聡、脚本家・劇作家
- 1月1日 - 島田雄二、プロ野球選手
- 1月1日 - 高野价司、プロ野球選手
- 1月1日 - 新宮正春、小説家（+ 2004年）
- 1月4日 - フロイド・パターソン、元プロボクサー（+ 2006年）
- 1月4日 - 宇野郁夫、日本生命保険会長（+ 2021年）
- 1月5日 - 人見武雄、元プロ野球選手
- 1月5日 - 植村義信、元プロ野球選手（+ 2023年）
- 1月5日 - 加納時男、政治家（+ 2017年）
- 1月8日 - エルヴィス・プレスリー、ロック歌手（+ 1977年）
- 1月8日 - レノ・ベルトイア、メジャーリーガー（+ 2011年）
- 1月9日 - 小淵泰輔、プロ野球選手（+ 2011年）
- 1月10日 - 浜村淳、タレント、映画評論家
- 1月10日 - ロニー・ホーキンズ、アメリカ合衆国のロックンロール歌手（+ 2022年）
- 1月12日 - 亀井淳、ジャーナリスト（+ 2009年）
- 1月13日 - 阿刀田高、小説家
- 1月13日 - 加藤正二、天文学者
- 1月15日 - ロバート・シルヴァーバーグ、SF作家
- 1月15日 - 梶谷玄、最高裁判所裁判官・弁護士
- 1月17日 - 伊藤和子、卓球選手
- 1月17日 - 大久保清、シリアルキラー (+ 1976年)
- 1月18日 - 須藤美也子、政治家 (+ 2018年)
- 1月19日 - 柴田翔、独文学者・小説家
- 1月19日 - フレッド・バレンタイン、元プロ野球選手（+ 2022年）
- 1月20日 - 公文俊平、社会学者・経済学者
- 1月20日 - 堀本律雄、プロ野球選手（+ 2012年）
- 1月21日 - 永田徹登、プロ野球選手 (+ 2018年)
- 1月24日 - 白石奈緒美、女優 (+ 2019年)
- 1月24日 - 西田稔、プロ野球選手（+ 1994年）
- 1月24日 - 安丸信行、彫刻家 (+ 2022年)
- 1月25日 - 市川雄一、元衆議院議員・元公明党書記長 (+ 2017年)
- 1月25日 - ブルース・ラセット、政治学者
- 1月27日 - 河野典生、小説家（+ 2012年）
- 1月27日 - 小山明子、女優
- 1月28日 - 白川義員、写真家（+ 2022年）
- 1月29日 - 石濱朗、俳優（+ 2022年）
- 1月30日 - リチャード・ブローティガン、小説家・詩人（+ 1984年）
- 1月31日 - 大江健三郎、小説家（+ 2023年）
- 1月31日 - 石津祥介、ファッションデザイナー
- 1月31日 - 成田三樹夫、俳優（+ 1990年）

### 2月
- 2月2日 - 堀絢子、俳優・声優（+ 2024年）

- 2月3日 - 飯山平一、プロ野球選手
- 2月5日 - 長尾旬、元プロ野球選手（+ 2013年）
- 2月6日 - 高梨豊、写真家
- 2月7日 - バーブ佐竹、歌手（+ 2003年）
- 2月8日 - 熱田良一、プロ野球選手
- 2月12日 - 豊田泰光、元プロ野球選手（+ 2016年）
- 2月13日 - 入江曜子、作家
- 2月15日 - 峰恵研、俳優・声優（+ 2002年）
- 2月15日 - 穂積良行、政治家 (+ 2020年)
- 2月19日 - ジャン＝ルイ・シェレル、ファッションデザイナー（+ 2013年）
- 2月19日 - 関口一郎、プロ野球選手
- 2月19日 - 難波昭二郎、プロ野球選手、実業家（+ 2009年）
- 2月21日 - 藤本統紀子、エッセイスト
- 2月22日 - 大藪春彦、小説家（+ 1996年）
- 2月22日 - 中田昌宏、元プロ野球選手（+ 2009年）
- 2月22日 - 京田尚子、俳優・声優
- 2月23日 - 新野新、放送作家
- 2月27日 - ミレッラ・フレーニ、ソプラノ歌手（+ 2020年)
- 2月28日 - 押阪忍、元アナウンサー・キャスター（+ 2024年）

### 3月
- 3月1日 - 嵯峨三智子、女優（+ 1992年）
- 3月1日 - 武藤礼子、声優（+ 2006年）
- 3月2日 - 吉田剛、脚本家、映画監督（+ 2018年[1]）
- 3月2日 - 山本耕一、俳優
- 3月3日 - 法元英明、元プロ野球選手
- 3月3日 - 高田敏江、女優・司会者・平和運動家
- 3月4日 - ベント・ラーセン、チェスプレーヤー（+ 2010年）
- 3月6日 - 緋本祥男、元プロ野球選手
- 3月9日 - アンドリュー・ビタビ、電気工学者・実業家
- 3月9日 - 鈴木泰明、声優
- 3月9日 - 仲村秀生、声優、ナレーター（+ 2014年）
- 3月10日 - 陳鋼、作曲家・ピアニスト
- 3月11日 - 喜多道枝、女優、声優（+ 2024年）
- 3月14日 - 吉川久一、元プロ野球選手
- 3月15日 - ヨネヤマ・ママコ、舞踏家・パントマイマー
- 3月17日 - 横山菁児、作曲家、編曲家（+ 2017年）
- 3月15日 - ウヴェ・ペルクセン、言語学者
- 3月15日 - 井箟重慶、オリックス・ブルーウェーブ球団代表
- 3月16日 - 尾上規喜、フジ・メディア・ホールディングス取締役（常勤監査等委員）、フジテレビジョン監査役。
- 3月19日 - 里見京子、女優・声優
- 3月21日 - 吉田勝豊、元プロ野球選手（+ 2016年）
- 3月21日 - 井上孝雄、俳優・声優（+ 1994年）
- 3月21日 - 島田久、政治家  (+ 2010年)
- 3月22日 - 新間寿、元新日本プロレス専務取締役営業本部長、新間事務所代表、元WWF（現・WWE）会長（+2025年）
- 3月26日 - 団令子、元女優（+ 2003年）

### 4月
- 4月2日 - 戸川一郎、元プロ野球選手 (+ 2018年)
- 4月3日 - 芳村真理、司会者・森林活動家
- 4月6日 - 中西勝己、元プロ野球選手（+ 2009年）
- 4月8日 - 梶本隆夫、元プロ野球選手（阪急）・元プロ野球監督（阪急）（+ 2006年）
- 4月9日 - 清川元夢、俳優・声優（+ 2022年）
- 4月9日 - 石黒誠作、元プロ野球選手
- 4月11日 - ダン池田、バンドマスター（+ 2007年）
- 4月11日 - リチャード・ククリンスキー
- 4月16日 - 紀田順一郎、小説家・評論家
- 4月17日 - 畑正憲、小説家・生物学者・ムツゴロウ王国国王（+ 2023年）
- 4月17日 - 桑田二郎、漫画家 (+ 2020年)
- 4月18日 - 蓬茨霊運、天文学者（+ 1999年）
- 4月19日 - 久世光彦、演出家・小説家・実業家・テレビプロデューサー（+ 2006年）
- 4月20日 - 中江真司、声優・ナレーター （+ 2007年）
- 4月23日 - 園山俊二、漫画家（+ 1993年）
- 4月24日 - 田中久寿男、元プロ野球選手（+ 2001年）
- 4月24日 - 黒木貞男、元プロ野球選手（+ 1981年）
- 4月25日 - 増田浩、元プロ野球選手
- 4月25日 - 岡本芳信、元プロ野球選手
- 4月26日 - 桜井薫、元プロ野球選手
- 4月26日 - 岡田忠弘、元プロ野球選手
- 4月27日 - テオ・アンゲロプロス、ギリシア出身の映画監督（+ 2012年）
- 4月27日 - 森田斌、元プロ野球選手（+ 2011年[2]）
- 4月29日 - 仰木彬、元プロ野球選手（西鉄）・元プロ野球監督（近鉄・オリックス）（+ 2005年）
- 4月29日 - ガンディ・ブッシュ、元フィギュアスケート選手 (+ 2014年)

### 5月
- 5月2日 - 拝藤宣雄、元プロ野球選手
- 5月2日 - ルイス・スアレス・ミラモンテス、元サッカー選手
- 5月3日 - 森口哲夫、元プロ野球選手
- 5月5日 - 岡嶋博治、元プロ野球選手
- 5月10日 - 円谷皐、3代目円谷プロ社長・演出家（+ 1995年）
- 5月10日 - 加藤昌利、元プロ野球選手（+ 1985年）
- 5月12日 - 川津祐介、俳優（+2022年）
- 5月12日 - フェリペ・アルー、元メジャーリーガー
- 5月13日 - 三木卓、詩人・小説家
- 5月15日 - 美輪明宏、歌手・俳優
- 5月17日 - 松尾和子、歌手（+ 1992年）
- 5月17日 - 海野尚武、元プロ野球選手
- 5月19日 - 佃明忠、元プロ野球選手
- 5月20日 - ホセ・ムヒカ、政治家、第40代ウルグアイ大統領（+ 2025年）
- 5月23日 - 川村六郎、元京王百貨店代表取締役会長
- 5月27日 - ジョン・ゴールドソープ、社会学者
- 5月30日 - 小坂一也、俳優・歌手（+ 1997年）

### 6月
- 6月1日 - ノーマン・フォスター、建築家
- 6月2日 - 金光秀憲、元プロ野球選手
- 6月4日 - 佐藤敬夫、政治家（+ 2020年）
- 6月6日 - 阿井利治、元プロ野球選手
- 6月8日 - 池田孝一郎、元TBSアナウンサー
- 6月10日 - ジェームス三木、脚本家  （+ 2025年）
- 6月10日 - 志賀貢、医師・小説家
- 6月10日 - 小玉明利、元プロ野球選手 (+ 2019年)
- 6月10日 - 高橋幸治、俳優
- 6月10日 - 辰巳ヨシヒロ、漫画家（+ 2015年）
- 6月13日 - フリスト・ヴラディミロフ・ヤヴァシェフ、美術家（+ 2020年）
- 6月14日 - 飽本唯徳、元プロ野球選手（+ 没年不詳）
- 6月15日 - 加地健太郎、俳優
- 6月16日 - ジム・ダイン、美術家
- 6月20日 - 田中収、映画プロデューサー
- 6月20日 - 日置達郎、札幌かに本家代表取締役会長
- 6月21日 - 内山安二、漫画家（+ 2002年）
- 6月21日 - フランソワーズ・サガン、小説家（+ 2004年）
- 6月23日 - 筑紫哲也、ジャーナリスト・ニュースキャスター、自由の森大学学長（+ 2008年）
- 6月23日 - 浅井信雄、国際政治学者（+ 2015年）
- 6月25日 - 小川紳介、ドキュメンタリー映画監督（+ 1992年）
- 6月26日 - 白川澄子、声優（+ 2015年[3]）
- 6月27日 - レオナルド熊、コメディアン（+ 1994年）
- 6月27日 - 荒井良雄、日本の英米文学者、駒澤大学名誉教授（+ 2015年）
- 6月28日 - 安藤順三、元プロ野球選手
- 6月29日 - 野村克也、元プロ野球選手（南海・ロッテ・西武）、プロ野球監督（南海・ヤクルト・阪神・楽天）（+ 2020年[4]）
- 6月30日 - 秋本祐作、元プロ野球選手（+ 2016年）

### 7月
- 7月1日 - 大矢根博臣、元プロ野球選手
- 7月1日 - ジェイムズ・コットン、歌手・ハーモニカ奏者（+ 2017年[5]）
- 7月3日 - 皆川睦雄、元プロ野球選手（南海）（+ 2005年）
- 7月3日 - 中川隆、元プロ野球選手
- 7月3日 - 三原さと志、歌手（和田弘とマヒナスターズ）（+ 2006年）
- 7月3日 - ハリソン・シュミット、地質学者・宇宙飛行士
- 7月6日 - ダライ・ラマ14世、宗教家・チベット仏教最高指導者・チベット亡命政府元首
- 7月13日 - 堺屋太一、通商産業省官僚・小説家・経済企画庁長官 （+ 2019年[6]）
- 7月13日 - ジャック・ケンプ、元アメリカンフットボール選手、政治家（+ 2009年）
- 7月14日 - 出光元、俳優（+ 2017年）
- 7月14日 - 根岸英一、化学者（+ 2021年）
- 7月15日 - 大根晃、元プロ野球選手
- 7月17日 - 矢追純一、元日本テレビディレクター・プロデューサー・イオンド大学教授
- 7月18日 - 宅和本司、元プロ野球選手（+ 2024年）
- 7月18日 - テンリー・オルブライト、元フィギュアスケート選手
- 7月18日 - 中村大成、元プロ野球選手（+ 2013年）
- 7月18日 - 吉岡史郎、元プロ野球選手
- 7月19日 - 児玉泰、元プロ野球選手
- 7月20日 - 薩谷和夫、美術監督（+ 1993年）
- 7月20日 - 西尾幹二、評論家・独文学者
- 7月23日 - 朝丘雪路、歌手・女優（+ 2018年[7]）
- 7月26日 - ルー・ジャクソン、元プロ野球選手（+ 1969年）
- 7月28日 - 富岡多恵子、詩人・小説家・評論家（+ 2023年）
- 7月30日 - 市川治彦、元プロ野球選手
- 7月31日 - 中原早苗、女優（+ 2012年）

### 8月
- 8月1日 - 田中信夫、声優（+ 2018年）
- 8月1日 - 宮崎逸人、元プロ野球選手
- 8月1日 - 原田隆司、映画監督
- 8月2日 - 片山虎之助、日本維新の会所属参議院議員
- 8月2日 - 高橋悦史、俳優・声優（+ 1996年）
- 8月2日 - 英五郎、ヤクザ・英組組長（+ 2021年）
- 8月2日 - 福田博、元外交官、元最高裁判所判事、弁護士（西村あさひ法律事務所）
- 8月6日 - 太田武、元プロ野球選手
- 8月9日 - 吉行和子、女優
- 8月13日 - 關淳一、17代目大阪市市長
- 8月15日 - 松尾正武、映画監督
- 8月16日 - 山根赤鬼、漫画家（+ 2003年）
- 8月16日 - 山根青鬼、漫画家
- 8月18日 - 大竹仁、元プロ野球選手
- 8月19日 - 八名信夫、俳優・元プロ野球選手
- 8月19日 - 稲垣正夫、元プロ野球選手（+ 2015年）
- 8月24日 - 羽田孜、第80代内閣総理大臣 （+ 2017年）
- 8月24日 - アンドレ・キム、ファッションデザイナー（+ 2010年）
- 8月25日 - 田宮二郎、俳優（+ 1978年）
- 8月25日 - 大井光雄、元プロ野球選手
- 8月31日 - フランク・ロビンソン、元メジャーリーガー（+ 2019年）

### 9月
- 9月1日 - 小澤征爾、指揮者（+ 2024年）[8]
- 9月1日 - 北中誠、実業家
- 9月3日 - 千葉英二、元プロ野球選手（+ 1992年）
- 9月3日 - 初代森乃福郎、上方噺家（+ 1998年）
- 9月4日 - すまけい、俳優（+ 2013年）
- 9月8日 - 東郷幸、元プロ野球選手
- 9月8日 - 今井康夫、元プロ野球選手
- 9月9日 - 兼田敏、作曲家（+ 2002年）
- 9月9日 - 料治直矢、TBSアナウンサー（+ 1997年）
- 9月9日 - 平井道子[9]、女優・声優（+ 1984年）
- 9月9日 - 小川滋夫、元プロ野球選手（+ 2022年）
- 9月10日 - 南州太郎、漫談家、俳優
- 9月11日 - アルヴォ・ペルト、作曲家
- 9月14日 - 赤塚不二夫、漫画家（+ 2008年）
- 9月15日 - 丘さとみ、女優（+ 2024年）
- 9月16日 - 中村和臣、元プロ野球選手
- 9月16日 - 南部利昭、南部家当主、靖国神社宮司（+ 2009年）
- 9月17日 - 杉浦忠、元プロ野球選手（南海）・元プロ野球監督（南海・ダイエー）（+ 2001年）
- 9月22日 - 岡田眞澄、俳優・タレント（+ 2006年）
- 9月23日 - 御手洗冨士夫、実業家
- 9月24日 - 藤本譲[10]、声優（+ 2019年[11]）
- 9月25日 - 北村総一朗、俳優
- 9月26日 - 佐久間進、実業家
- 9月29日 - 新井茂、元プロ野球選手
- 9月29日 - 中川李枝子、児童文学作家（+2024年）
- 9月29日 - 藤井弘、元プロ野球選手（+ 2018年）
- 9月29日 - 秋山武司、元プロ野球選手
- 9月29日 - ジェリー・リー・ルイス、歌手（+ 2022年）

### 10月
- 10月1日 - 横溝桂、元プロ野球選手
- 10月1日 - ジュリー・アンドリュース、イギリス出身の女優・歌手
- 10月2日 - 小原乃梨子、声優（＋2024年）
- 10月2日 - オマール・シボリ、元サッカー選手（+ 2005年）
- 10月4日 - 近藤高子、声優
- 10月5日 - 堀内庄、元プロ野球選手（+ 2010年）
- 10月5日 - 柿本実、元プロ野球選手
- 10月6日 - 土屋正孝、元プロ野球選手
- 10月6日 - 岩見隆夫、ジャーナリスト、政治評論家（+ 2014年）
- 10月9日 - 中野昭慶、特技監督（+ 2022年）
- 10月10日 - 倉橋由美子、小説家（+ 2005年）
- 10月11日 - 西村一孔[12]、元プロ野球選手（+ 1999年）
- 10月12日 - ルチアーノ・パヴァロッティ、テノール歌手（+ 2007年）
- 10月12日 - 小坂佳隆[13]、元プロ野球選手（+ 1987年）
- 10月12日 - 野本真也、神学者・学校法人同志社元理事長（+ 2021年）
- 10月13日 - 奥原為雄、元プロ野球選手
- 10月15日 - 蜷川幸雄、演出家・映画監督（+ 2016年）
- 10月16日 - 西五十六、元プロ野球選手
- 10月20日 - ファビオ・クディチーニ、元サッカー選手
- 10月20日 - 杉崎喬、録音技師
- 10月24日 - アキコ・カンダ、舞踏家・ダンサー（+ 2011年）
- 10月25日 - 井上忠行、元プロ野球選手、元プロ野球審判員（+ 2007年）
- 10月27日 - 中村浩道、元プロ野球審判員（+ 2007年）
- 10月27日 - マウリシオ・デ・ソウザ、漫画家
- 10月29日 - 高畑勲、アニメーション監督（+ 2018年[14]）
- 10月30日 - マイケル・ウィナー、映画監督（+ 2013年）
- 10月30日 - 滝内弥瑞生、元プロ野球選手（+ 2018年[15]）
- 10月30日 - ジム・ペリー、元メジャーリーガー
- 10月31日 - 浜木綿子、女優
- 10月31日 - 本屋敷錦吾、元プロ野球選手
- 10月31日 - デヴィッド・ハーヴェイ、社会学者・地理学者

### 11月
- 11月1日 - エドワード・サイード、文学研究者・文芸批評家・思想家（+ 2003年）
- 11月1日 - 水原弘、歌手（+ 1978年）
- 11月1日 - ゲーリー・プレーヤー、プロゴルファー
- 11月1日 - アンジェイ・チャイコフスキ、ピアニスト・作曲家（+ 1982年）
- 11月2日 - 工藤直子、詩人・童話作家
- 11月2日 - 日下部禧代子、元参議院議員
- 11月3日 - 森徹、元プロ野球選手（+ 2014年）
- 11月4日 - 木村東道、書家（+ 2007年）
- 11月5日 - レスター・ピゴット、元騎手（+ 2022年）
- 11月8日 - アラン・ドロン、俳優(+2024年)
- 11月9日 - ボブ・ギブソン、元メジャーリーガー（+ 2020年）
- 11月11日 - 朝崎郁恵、奄美島唄者
- 11月11日 - 佐川守一、元プロ野球選手
- 11月12日 - 中島丈博、脚本家
- 11月12日 - 中村修一郎、元プロ野球選手（+ 2009年）
- 11月13日 - 有町昌昭、元プロ野球選手
- 11月15日 - 肝付兼太、声優（+ 2016年[16]）
- 11月15日 - 小林久三、小説家・推理作家（+ 2006年）
- 11月17日 - トニー・ザイラー、元スキー選手・俳優（+ 2009年）
- 11月22日 - リュドミラ・ベルソワ、元フィギュアスケート選手（+ 2017年）
- 11月23日 - 青山京子、元女優（+ 2020年）
- 11月26日 - 荒砂任司、元プロ野球選手（+ 2013年）
- 11月27日 - ルーキー新一、お笑い芸人・脚本家（+ 1980年）
- 11月28日 - 常陸宮正仁親王、日本の皇族
- 11月28日 - 城卓矢、歌手・作曲家（+ 1989年）
- 11月30日、大久保昇、実業家

### 12月
- 12月1日 - ウディ・アレン、映画監督・俳優・コメディアン
- 12月2日 - 7代目立川談志、落語家（+ 2011年）
- 12月5日 - 土橋正幸、元プロ野球選手（東映）・元プロ野球監督（日拓・ヤクルト・日本ハム）（+ 2013年）
- 12月5日 - 小沢文夫、元プロ野球選手
- 12月6日 - 木原正二郎、声優
- 12月7日 - アルマンド・マンサネーロ、作曲家・歌手（+ 2020年）
- 12月9日 - 友川賢次、元プロ野球選手
- 12月10日 - 寺山修司、劇作家・詩人（+ 1983年）
- 12月10日 - 中山俊丈、元プロ野球選手（+ 2016年）
- 12月14日 - 品川徹、俳優・声優
- 12月16日 - 中野豊士、元三菱信託銀行社長
- 12月19日 - トニー・テイラー、元メジャーリーガー（+ 2020年）
- 12月20日 - 関口房朗、起業家、競走馬馬主
- 12月20日 - 沢りつお、声優
- 12月21日 - 秦恒平、小説家
- 12月21日 - 小谷承靖、映画監督、演出家、脚本家（+ 2020年）
- 12月25日 - ドナルド・ノーマン、認知科学者
- 12月26日 - 辻中貞年、元プロ野球選手
- 12月26日 - ニャシンベ・エヤデマ、第3代トーゴ大統領（+ 2005年）
- 12月30日 - サンディー・コーファックス、元メジャーリーガー

## 死去
- 1月2日 - 吉松茂太郎、海軍大将（* 1859年）
- 1月13日 - ハインリヒ・シェンカー、音楽学者（* 1868年）
- 1月17日 - 石川千代松、動物学者（* 1860年）
- 1月21日 - ペール・エークストレム、画家（* 1844年）
- 2月1日 - 中村鴈治郎 (初代)、歌舞伎役者（* 1860年）
- 2月3日 - ヒューゴー・ユンカース、ユンカース社創設者（* 1859年）
- 2月8日 - マックス・リーバーマン、画家（* 1847年）
- 2月12日 - オーギュスト・エスコフィエ、シェフ・フランス料理の祖（* 1846年）
- 2月15日 - バシル・ホール・チェンバレン、日本研究家（* 1850年）
- 2月28日 - 坪内逍遥、小説家・評論家・翻訳家・劇作家（* 1859年）
- 3月4日 - 久邇邦久、日本の華族・陸軍軍人（* 1902年）
- 3月8日 - 忠犬ハチ公、忠犬として知られる秋田犬（* 1923年）
- 3月20日 - 速水御舟、日本画家（* 1894年）
- 3月26日 - 与謝野鉄幹、歌人（* 1873年）
- 4月5日 - フランツ・フォン・ヴェチェイ、ヴァイオリニスト・作曲家（* 1893年）
- 4月27日 - 腰本寿、野球選手（* 1894年）
- 5月15日 - カジミール・マレーヴィチ、画家（* 1878年）
- 5月17日 - ポール・デュカス、作曲家（* 1865年）
- 5月19日 - トーマス・エドワード・ロレンス、「アラビアのロレンス」の異名で知られる英国軍人・考古学者（* 1888年）
- 5月21日 - ジェーン・アダムズ、ソーシャルワークの先駆者（* 1860年）
- 5月29日 - ヨゼフ・スーク、作曲家（* 1874年）
- 6月24日 - カルロス・ガルデル、タンゴ歌手・俳優（* 1890年）
- 6月29日 - 長谷川海太郎、小説家（* 1900年）
- 7月1日 - ポール・ハインズ、メジャーリーガー（* 1855年）
- 7月2日 - ハンク・オーデイ、メジャーリーガー（* 1862年）
- 7月3日 - アンドレ・シトロエン、実業家・シトロエン社創業者（* 1878年）
- 7月11日 - アルフレッド・ドレフュス、ドレフュス事件で知られる軍人（* 1859年）
- 7月17日 - 聶耳、作曲家（* 1912年）
- 7月19日 - 杉山茂丸、政治運動家（* 1864年）
- 8月12日 - 永田鉄山、陸軍軍人・陸軍省軍務局長（* 1884年）
- 8月15日 - ポール・シニャック、画家（* 1863年）
- 9月1日 - 山本東次郎則忠、狂言師（* 1864年）
- 9月2日 - 藤牧義夫、版画家、失踪（* 1911年）
- 9月8日 - 床次竹二郎、政治家（* 1867年）
- 9月14日 - 富井政章、法学者（* 1858年）
- 9月28日 - ウィリアム・K・L・ディクソン、発明家（* 1860年）
- 10月23日- チャールズ・デムス、画家（* 1883年）
- 10月24日 - アンリ・ピレンヌ、歴史家（* 1862年）
- 10月24日 - ダッチ・シュルツ、ギャング（* 1902年）
- 10月26日 - 關一、7代目大阪市市長・關淳一前大阪市長の祖父（* 1873年）
- 10月29日 - 浜尾四郎、推理作家（* 1896年）
- 11月6日 - ヘンリー・フェアフィールド・オズボーン、古生物学者・地質学者（* 1857年）
- 11月21日 - アグネス・ポッケルス、化学者（* 1862年）
- 12月3日 - ミルマン・パリー、叙事詩学者（* 1902年）
- 12月4日 - ヨハン・ハルヴォルセン、作曲家・指揮者（* 1864年)
- 12月13日 - フランソワ・グリニャール、化学者（* 1871年）
- 12月24日 - アルバン・ベルク、作曲家（* 1885年）
- 12月31日 - 寺田寅彦、物理学者（* 1878年）

## ノーベル賞
- 物理学賞 - ジェームス・チャドウィック
- 化学賞 - フレデリック・ジョリオ＝キュリー、イレーヌ・ジョリオ＝キュリー
- 生理学・医学賞 - ハンス・シュペーマン
- 文学賞 - 該当者なし
- 平和賞 - カール・フォン・オシエツキー